# Fugitives
 (janvier 2014).
Si vous disposez d'ouvrages ou d'articles de référence ou si vous connaissez des sites web de qualité traitant du thème abordé ici, merci de compléter l'article en donnant les références utiles à sa vérifiabilité et en les liant à la section « Notes et références ».
Albums de Moriarty
The Missing Room
(2011) Epitaph
(2015)
Fugitives est le troisième album du groupe franco-américain Moriarty sorti le 14 octobre 2013.

## Liste des titres
| No  | Titre                                                           | Auteur                            | Durée |
| --- | --------------------------------------------------------------- | --------------------------------- | ----- |
| 1.  | Candyman                                                        | John Smith Hurt, 1928             | 1:55  |
| 2.  | Buffalo Skinners                                                | Traditionnel, Woody Guthrie, 1945 | 4:20  |
| 3.  | Matty Groves                                                    | Traditionnel                      | 5:29  |
| 4.  | Matin Pas En Mai (avec Mama Rosin)                              | Didier Hebert                     | 4:41  |
| 5.  | Ramblin' Man (en) (avec Moriba Koïta)                           | Hank Williams, 1951               | 4:14  |
| 6.  | Little Sadie (en)                                               | Traditionnel                      | 2:42  |
| 7.  | Pretty Boy Floyd (avec Wayne & Rosemary Standley, Moriba Koïta) | Woody Guthrie, 1939               | 4:15  |
| 8.  | Moonshiner                                                      | Traditionnel                      | 3:04  |
| 9.  | Down in the Willow Garden (en) (avec Don Cavalli)               | Traditionnel                      | 3:13  |
| 10. | Belle                                                           | Mr Bornu, 1934                    | 2:46  |
| 11. | The Dying Crapshooter Blues                                     | Willie Mc Tell                    | 3:45  |
| 12. | Saint James Infirmary                                           | Traditionnel                      | 3:49  |

## Commentaires
Il y a dans les crédits une citation d'un poème de Carl Sandburg, The road and the end : « I shall foot it down the roadway in the dusk, where shapes of hunger wander and the fugitives of pain go by ».